# Crystal Days
『Crystal Days』（クリスタル デイズ）は、飯塚雅弓の11枚目のオリジナルアルバム。2007年9月5日に徳間ジャパンコミュニケーションズから発売された。

## 背景
6thアルバム『虹の咲く場所』のように、コンセプトは明確に示したほうが作りやすく、聴く方も聴きやすいのではという話になり、みんなでテーマを考えていたら、いつも自身がキラキラした輝きから元気やパワーをもらっているラインストーンをテーマにしたらどうだろうと思ったという。
そこから飯塚が60色以上あるラインストーンから10色を選んで、その各色のラインストーンをテーマに作曲・編曲を依頼したといい、作詞や作曲・編曲を提供されて「作りやすかった」「おもしろかった」と言われたという。飯塚自身も作詞・作曲や歌う際にイメージが膨らんでやりやすかったという。
ブックレットにラインストーンを使った仕掛けがあり、「見ながら聴いていただくとより曲の世界観をイメージしやすいかなと思って」と語っている。
アルバム名の由来は飯塚が「これから私達の道がクリスタルデイズであるように」という願いをこめてつけたれた。
ジャケットで飯塚が着用しているドレスは、当時出演していた『ポケモン☆サンデー』のニューヨークロケの際に購入したものである。また、中面のカラフルなドレスはスカートを何枚も重ねばきするなどして工夫したという。

## プロモーション・リリース
2007年9月5日に徳間ジャパンコミュニケーションズからリリースされた。前作『10 LOVE』から約1年ぶりとなる11枚目のアルバム。
販売形態は通常盤(TKCA-73238)のみで、初回封入特典に飯塚がセレクトしたスワロフスキー製のラインストーンが同梱。飯塚は「その輝きを見たり、手にとって感じて楽しんでいただけたらと思います」と語っている。
本アルバムを引っ提げて、ワンマンライブ『Strawberry Crystal 2007』が11月5日にSHIBUYA-AXで開催された。同ライブの模様を収録したDVDが2008年1月3日に徳間ジャパンコミュニケーションズから発売された。

## 批評
CDジャーナルは、「どの曲も希望や夢にあふれる気持ちを与えてくれるのも、ライン・ストーンがもたらした幸せの力のせい?!」と評した。

## 収録内容
| #         | タイトル                | 作詞               | 作曲           | 編曲         | 時間  |
| --------- | ----------------------- | ------------------ | -------------- | ------------ | ----- |
| 1.        | 「クリスタルデイズ」    | 飯塚雅弓           | cota           | 加藤みちあき | 4:55  |
| 2.        | 「Dear」                | TOMBOW、津名川優哉 | 津名川優哉     | 宅見将典     | 3:34  |
| 3.        | 「まわりだす気持ち」    | 堂島孝平、飯塚雅弓 | 堂島孝平       | 宅見将典     | 5:18  |
| 4.        | 「Baby,dance with me♪」 | イズミカワソラ     | イズミカワソラ | 鈴木智文     | 4:15  |
| 5.        | 「Only You☆」           | 堂島孝平、飯塚雅弓 | 堂島孝平       | 鈴木智文     | 4:11  |
| 6.        | 「そっと」              | 飯塚雅弓           | 星舞           | 加藤みちあき | 4:18  |
| 7.        | 「いまここで」          | 堂島孝平、飯塚雅弓 | 堂島孝平       | 長谷川智樹   | 4:58  |
| 8.        | 「ROSE ROSE」           | かの香織           | cota           | cota         | 4:07  |
| 9.        | 「Capri blue☆friend」   | かの香織           | 長谷川智樹     | 長谷川智樹   | 4:59  |
| 10.       | 「ミルフィーユ」        | イズミカワソラ     | イズミカワソラ | 加藤みちあき | 5:21  |
| 合計時間: | 合計時間:               | 合計時間:          | 合計時間:      | 合計時間:    | 45:54 |

## 参加ミュージシャン
| クリスタルデイズ - Guitars & Keyboards & Programming：加藤みちあき - Bass：岡沢茂 - Piano：中西康晴 - Violin：篠崎正嗣・平沢仁・城戸喜代・寺岡有希子 - Viola：馬渕昌子・成瀬かおり - Cello：堀沢真己・上森祥平 Dear まわりだす気持ち - Guitars & Bass & Keyboards & Programming：宅見将典 Baby,dance with me♪ Only You☆ - Guitars & Keyboards &Programming：鈴木智文 | そっと ミルフィーユ - Guitars & Keyboards & Programming：加藤みちあき いまここで - Guitars & Keyboards & Programming：長谷川智樹 ROSE ROSE - Keyboards：cota - Guitars：宅見将典 Capri blue☆friend - Guitars & Keyboards & Programming：長谷川智樹 - Bass：川島弘光 |

## タイアップ
| 楽曲 | タイアップ                                                           |
| ---- | -------------------------------------------------------------------- |
| Dear | ラジオ大阪『めいめいもう 〜飯塚雅弓のメガパチ☆〜』オープニングテーマ |

## ワンマン日程
| 日付          | 都市 | 会場       |
| ------------- | ---- | ---------- |
| 2007年11月5日 | 東京 | SHIBUYA-AX |